# شارة مكافحة البارتزيان المناهضين للحزب
30 يناير 1944 1945
Bandit-warfare Badge (Bandenkampfabzeichen) كانت زينة الحرب العالمية الثانية لألمانيا النازية مُنحت لأعضاء الجيش، لوفتفافه، شرطة النظام، وفافن إس إس لمشاركتها في العمليات الأمنية في المنطقة الخلفية، ما يسمى مكافحة العصابات (قتال قطاع الطرق). تم وضع الشارة في 30 يناير 1944 من قبل أدولف هتلر بتوصية من هاينريش هيملر.

## خلفية
على وجه الخصوص على الجبهة الشرقية، تم تطبيق المصطلحين «البارتزيان» و«قطاع الطرق» من قبل الأجهزة الأمنية النازية على اليهود والشيوعيين ومسؤولي الدولة السوفيتية، والجيش الأحمر، وأي أشخاص آخرين يعتبرون أنهم يشكلون خطرًا أمنيًا. العمليات الأمنية في المنطقة الخلفية ضد المقاتلين غير النظاميين المسلحين («أعمال التهدئة») لا يمكن تمييزها في كثير من الأحيان عن مذابح المدنيين، مصحوبة بحرق القرى، وتدمير المحاصيل، وسرقة الماشية، وترحيل السكان القادرين على العمل بالسخرة إلى ألمانيا وترك الآباء بدون أبوين الأطفال بمفردهم. 

## وصف
كانت الشارة موجودة في ثلاث درجات: 
- برونز لمدة 20 يوم قتال ضد «قطاع الطرق»
- الفضة، لمدة 50 يوما قتال ضد «قطاع الطرق»
- ذهب، مقابل 150 يوم قتال ضد «قطاع الطرق»

كانت المعايير مختلفة قليلاً بالنسبة لـسلاح الجو، حيث تستند إلى 30 و75 و150 رحلة طيران / طلعة جوية لدعم عمليات «قطاع الطرق». 

## اقتباسات
1. ↑  Blood 2006، صفحة 20, 310.
2. ↑  Angolia 1987، صفحة 106.
3. 1 2 3  Angolia 1987.
4. ↑  Blood 2006.